# Mateusz Szwoch
Mateusz Szwoch (Starogard Gdański, 1993. március 19. –) lengyel korosztályos válogatott labdarúgó, a Wisła Płock középpályása.

## Pályafutása

### Klubcsapatokban
Szwoch a lengyelországi Starogard Gdański városában született. Az ifjúsági pályafutását a Borowiak Czersk és a Gedania 1922 csapatában kezdte, majd az Arka Gdynia akadémiájánál folytatta.
2011-ben mutatkozott be az Arka Gdynia felnőtt keretében. 2014-ben az első osztályban szereplő Legia Warszawához igazolt. 2016 és 2018 között az Arka Gdynia csapatát erősítette kölcsönben. 2018. július 1-jén szerződést kötött a Wisła Płock együttesével. Először a 2018. július 22-ei, Lech Poznań ellen 2–1-re elvesztett mérkőzésen lépett pályára. Első gólját 2019. április 22-én, a Wisła Kraków ellen idegenben 3–2-es győzelemmel zárult találkozón szerezte meg.

### A válogatottban
Szwoch 2012 és 2013 között tagja volt a lengyel U20-as válogatottnak.

## Statisztikák
2023. május 27. szerint
| Klub        | Szezon   | Osztály     | Bajnokság | Bajnokság | Kupa és Ligakupa | Kupa és Ligakupa | Nemzetközi | Nemzetközi | Összesen | Összesen |
| Klub        | Szezon   | Osztály     | Meccs     | Gól       | Meccs            | Gól              | Meccs      | Gól        | Meccs    | Gól      |
| ----------- | -------- | ----------- | --------- | --------- | ---------------- | ---------------- | ---------- | ---------- | -------- | -------- |
| Wisła Płock | 2018–19  | Ekstraklasa | 16        | 1         | 0                | 0                | —          | —          | 16       | 1        |
| Wisła Płock | 2019–20  | Ekstraklasa | 35        | 4         | 1                | 0                | —          | —          | 36       | 4        |
| Wisła Płock | 2020–21  | Ekstraklasa | 30        | 7         | 2                | 1                | —          | —          | 32       | 8        |
| Wisła Płock | 2021–22  | Ekstraklasa | 31        | 5         | 0                | 0                | —          | —          | 31       | 5        |
| Wisła Płock | 2022–23  | Ekstraklasa | 28        | 2         | 2                | 0                | —          | —          | 30       | 2        |
| Összesen    | Összesen | Összesen    | 140       | 19        | 5                | 1                | 0          | 0          | 145      | 20       |

## Sikerei, díjai
Arka Gdynia
- Lengyel Kupa
  - Győztes (1): 2016–17

Legia Warszawa
- Ekstraklasa
  - Bajnok (1): 2017–18